# Temu
A Temu é um sítio web chinês de comércio eletrónico propriedade da PDD Holdings Inc com sede em Boston e Dublin. Oferece produtos com grandes descontos que são principalmente enviados aos clientes diretamente da China.

## História e modelo económico
A Temu pertence e é gerida pela empresa chinesa PDD Holdings, registada nas Ilhas Caimão, que também é proprietária da Pinduoduo, uma plataforma de comércio eletrónico popular na China. A plataforma permite que os fornecedores sediados na China vendam e enviem diretamente aos clientes sem terem de recorrer a armazéns no país de destino. As compras em linha na Temu podem ser feitas utilizando um navegador web ou através de uma aplicação móvel específica. No final de 2022, a aplicação da Temu foi a mais descarregada nos Estados Unidos.
A Temu oferece produtos gratuitos a determinados utilizadores que incentivam novas pessoas a instalar a aplicação através de códigos de afiliação, redes sociais e gamificação. Também utiliza publicidade em linha no Facebook e no Instagram e em várias plataformas em linha. De acordo com Sarah Perez, que escreve para o TechCrunch, estes anúncios parecem estar «a funcionar para aumentar as instalações da Temu». Nas avaliações da aplicação, é possível encontrar queixas semelhantes às da Wish, como fraudes, entregas danificadas e atrasadas, encomendas incorrectas e falta de serviço ao cliente. De acordo com Andrew Chow, que escreve para a Time, a Temu também está a começar a desenvolver uma reputação de encomendas não entregues, cobranças misteriosas, encomendas incorrectas e serviço de apoio ao cliente insensível.
A plataforma da Temu entrou em funcionamento pela primeira vez nos Estados Unidos em setembro de 2022. Em fevereiro de 2023, a Temu foi lançada no Canadá. Nesse mesmo mês, a empresa colocou no ar um anúncio para a Super Bowl. Em março de 2023, a Temu foi lançada na Austrália e na Nova Zelândia. No mês seguinte, Temu foi lançado em França, Itália, Alemanha, Países Baixos, Espanha e Reino Unido.
Em outubro de 2023, a Temu foi disponibilizada em Portugal. E, em junho de 2024, começou sua operação no Brasil.